# عبد الرحمن سعيدي
عبد الرحمن سعيدي (بالسويدية: Abdelrahman Saidi)‏ هو لاعب كرة قدم سويدي، ولد في 13 أغسطس 1999 في هالمستاد في السويد. لعب مع نادي نوربي ‏.

## وصلات خارجية
- عبد الرحمن سعيدي على موقع اتحاد السويد (السويدية)
- عبد الرحمن سعيدي على موقع قاعدة بيانات كرة القدم.إي يو (الإنجليزية)
- عبد الرحمن سعيدي على موقع Soccerway.com (الإنجليزية)